# Петеріс Васкс
Петеріс Васкс (латиськ. Peteris Vasks, 16 квітня 1946, Айзпуте, Латвія) – латвійський композитор.

## Біографія
Син священника, змушений був учитися у Литві. В 1970 році закінчив Литовську музичну академію по класу контрабаса, грав у Литовському філармонічному оркестрі, Латвійському національному оперному оркестрі, симфонічному оркестрі Латвії та інших. В 1978 році закінчив Латвійську державну консерваторію по класу композиції. 
У 1970-х роках працював в анімаційному кіно. Спочатку розвивав традиції алеаторики В. Лютославського та К. Пендерецького, в 1980-х роках прийшов до власної музичної мови. Почесний член Латвійської академії наук (1994), в 1996 році визнаний гідним у Відні премії Гердера, в 1997 році – Великої музичної премії Латвії, у 2001 році прийнятий у Шведську Королівську академію музики.

## Вибрані твори
- Три п'єси для кларнета й фортепіано (1973).
- Партита для віолончелі й фортепіано (1974).
- Камерна музика для флейти, гобоя, кларнета, фагота й ударних (1975).
- Маленький концерт для голосу, диригента й композитора (1976).
- Moments musicaux для кларнета соло (1977).
- Перший струнний квартет (1977).
- Токата для двох фортепіано (1977).
- Eine kleine Nachtmusik для фортепіано (1978).
- Концерт для змішаного хору (1978).
- "Книга" для віолончелі соло (1978).
- Тихі пісні для змішаного хору (1979).
- Cantabile per archi (1979).
- Вид із птахами для флейти соло (1980).
- Кантата для клавесина (1980).
- Quasi una sonata для фортепіано (1981).
- "Звістка" для струнного оркестру, двох фортепіано й ударних (1982).
- Musica dolorosa для струнного оркестру (1983).
- Cantus ad pacem, концерт для органа (1984).
- Другий струнний квартет (1984).
- Маленька літня музика для скрипки й фортепіано (1985).
- Соната для контрабаса соло (1986).
- Весняна соната для струнного секстету (1987).
- "Латвія", камерна кантата (1987).
- "Наша пісня" для жіночого хору (1988).
- Music du soir для валторни й органа (1988).
- Musica seria для органа (1988).
- Концерт для англійського ріжка з оркестром (1989).
- Pater Noster для змішаного хору (1991).
- Te Deum для органа соло (1991).
- "Голосу", симфонія для струнного оркестру (1991).
- "Пейзаж випаленої землі", фантазія для фортепіано (1992).
- Концерт для віолончелі з оркестром (1994).
- Quasi una sonata (1995).
- Третій струнний квартет (1995).
- "Window" для чотирьох солістів або змішаного хору на вірші Чеслава Милоша (1995).
- Адажіо для струнного оркестру (1996).
- Musica adventus для струнного оркестру (1996).
- Dona nobis pacem, для змішаного хору й струнного оркестру (1996).
- "Далеке світло", концерт для скрипки й струнного оркестру (1997).
- Друга симфонія для великого симфонічного оркестру (1998).
- Меса для змішаного хору (2000).
- Четвертий струнний квартет (2000).
- "Viatore" для струнних й органа (2001).
- Musica apassionata для струнного оркестру (2002).
- П'ятий струнний квартет (2004).